# 仲順大主
仲順大主（ちゅんじゅんうふしゅ、生没年不詳）は、13世紀中葉の琉球の豪族。

## 人物概要
仲順村（現北中城村仲順）の創建者といわれている。
エイサー曲「仲順流り」には、仲順大主にまつわる伝承が歌詞になっている。また、仲順大主が登場する琉球歌劇「仲順流り」がある。
舜天王統最後の義本王をかくまったとの伝説が残る。

## その他
沖縄出身の落語家、立川笑二がこの伝承をモチーフにした「仲順大主」という創作落語を作っている。